# Rey de Reyes (2010)
Rey de Reyes 2010 se llevó a cabo el viernes 12 de marzo del 2010 en la Plaza de Toros "Santa María", en Querétaro, Querétaro fue el primer evento que se realizó en el 2010, producido por la AAA. Esta es la decimocuarta edición de Rey de Reyes AAA que tiene como invitados a luchadores de TNA.

## Cartelera
- Faby Apache, Mary Apache & Cynthia Moreno derrotaron a Las Gringas Locas (Sexy Star, Rain & Christina Von Eerie)
  - Moreno cubrió a Star después de un "Chinbreaker"
- Marco Corleone derrotó a Jack Evans, Dark Ozz y Decniss en la semifinal del Torneo Rey de Reyes
  - Evans cubrió a Ozz
  - Decniss cubrió a Evans
  - Corleone cubrió a Decniss
- Hernandez derrotó a El Elegido, Crazy Boy y Kenzo Suzuki en la semifinal del Torneo Rey de Reyes
- Cheeseman derrotó a El Zorro, La Parka y Octagón en la semifinal del Torneo Rey de Reyes
  - Cheeseman cubrió a La Parka después de una "Spear"
- Extreme Tiger derrotó a Alex Koslov, reteniendo el Campeonato Peso Crucero de la AAA
  - Tiger cubrió a Koslov después de tirarle contra una pila de chinchetas.
- Pimpinela Escarlata y La Hermandad Extrema 187 (Nicho El Millonario & Joe Líder) derrotaron a Los Wagnermaniacos (Dr. Wagner Jr., Silver King & Último Gladiador)
  - Como consecuencia, Pimpinela se unió a Los Wagnermaniacos.
  - Si el equipo de Pimpinela perdía, debería dejar de intentar unirse a Los Wagnermaniacos.
- El Cibernético derrotó a Konnan en una Lumberjack match
  - Cibernético cubrió a Konnan después de una "Garra cibernética"
- Cheeseman derrotó a Hernandez y Marco Corleone, ganando el Torneo Rey de Reyes 2010
  - Corleone cubrió a Hernandez
  - Cheeseman cubrió a Corleone después de una "Superkick"
- Electroshock derrotó a El Mesías (c) y Mr. Anderson ganando el Megacampeonato de AAA.
  - Electroshock forzó a Anderson a rendirse con un "Electrolock".
  - Originalmente, Latin Lover iba a participar, pero no asistió al evento.